# Таван (Берн)
Таван (фр. Tavannes) — громада  в Швейцарії в кантоні Берн, адміністративний округ Бернська Юра.

## Географія
Громада розташована на відстані близько 36 км на північний захід від Берна.
Таван має площу 14,8 км², з яких на 10,8% дозволяється будівництво (житлове та будівництво доріг), 48,2% використовуються в сільськогосподарських цілях, 40,9% зайнято лісами, 0,1% не є продуктивними (річки, льодовики або гори).

## Демографія
2019 року в громаді мешкало 3570 осіб (+2,6% порівняно з 2010 роком), іноземців було 25,2%. Густота населення становила 242 осіб/км².
За віковим діапазоном населення розподілялося таким чином: 22,2% — особи молодші 20 років, 60,1% — особи у віці 20—64 років, 17,8% — особи у віці 65 років та старші. Було 1636 помешкань (у середньому 2,1 особи в помешканні).
Із загальної кількості 1541 працюючого 50 було зайнятих в первинному секторі, 533 — в обробній промисловості, 958 — в галузі послуг.